# Neosebastes thetidis
Neosebastes thetidis is een straalvinnige vissensoort uit de familie van schorpioenvissen (Neosebastidae). De wetenschappelijke naam van de soort is voor het eerst geldig gepubliceerd in 1899 door Waite.